# Данджен, Джейсон
Дже́йсон Да́нджен (англ. Jason Dungjen; род. 27 сентября 1967 года в Детройте, Мичиган, США) — американский фигурист, выступавший в парном катании. В паре с Кёко Ина — двукратный чемпион США (1997—1998), призёр этапов серии Гран-при. С сестрой Сьюзан вице-чемпион мира среди юниоров 1984 года. В настоящее время — тренер и технический специалист ИСУ.

## Карьера
Первого успеха на международных соревнованиях Джейсон добился на чемпионате мира среди юниоров 1984 года, став серебряным призёром в паре со своей сестрой Сюзан Данджен. Позже один сезон выступал с Паулой Визингарди и Карен Куртлэнд. Самых значимых успехов достиг в паре с Кёко Ина. Ина/Данджен тренировались у Питера Барроуза. В течение 7 совместных сезонов они дважды становились чемпионами США и трижды серебряными призёрами, неоднократно занимали призовые места на этапах серии Гран-при. На Олимпийских играх 1998 года пара заняла 4-е место, после чего Данджен завершил любительскую карьеру.
После этого он долгое время выступал в шоу Stars on Ice в паре с женой Юкой Сато, с которой в 1995 и 2000 годах выиграл чемпионат мира среди профессионалов.
С 1998 года Сато и Данджен также вместе работают тренерами в «The Detroit Skating Club». В их группе тренируются:
- Алисса Чизни — с мая 2009 года - по наст. вр.,
- Джереми Эбботт — с мая 2010 года - по наст. вр.,
- Адам Риппон — с июня 2011 года - до лета 2012 года,
- Валентина Маркеи — с июня 2011 года - по наст. вр.
- Харука Имаи — с 2011 года по наст. вр.
- Стефания Бертон и Ондржей Готарек;
- Наруми Такахаси и Риючи Кихара.

## Результаты выступлений
(с К. Ина)
| Соревнования/Сезон      | 1991—92 | 1992—93 | 1993—94 | 1994—95 | 1995—96 | 1996—97 | 1997—98 |
| ----------------------- | ------- | ------- | ------- | ------- | ------- | ------- | ------- |
| Зимние Олимпийские игры |         |         | 9       |         |         |         | 4       |
| Чемпионат мира          |         |         | 12      | 8       | 6       | 4       |         |
| Чемпионаты США          | 7       | 5       | 2       | 2       | 2       | 1       | 1       |
| Trophée Lalique         |         |         |         | 5       |         |         | 6       |
| Skate America           |         |         | 2       | 5       | 4       |         | 2       |
| NHK Trophy              |         |         |         |         | 4       | 3       |         |
| Nations Cup             |         | 2       | 3       |         | 4       | 3       |         |
| Skate Canada            |         |         |         |         |         | 3       |         |
| Continents Cup          |         |         |         |         |         | 2       |         |
| Мемориал Карла Шефера   |         |         |         |         |         | 1       |         |
| Piruetten               |         |         | 3       |         |         |         |         |